# Tito Okello
Tito Lutwa Okello (Nam Okora, 1914 – Kampala, 3 giugno 1996) è stato un politico e generale ugandese.
È stato Presidente dell'Uganda dal luglio 1985 al gennaio 1986, come Presidente del consiglio militare.
Nel luglio 1985 estromise tramite un colpo di Stato l'allora Presidente Milton Obote. Dopo che fu a sua volta estromesso dal potere dall'esercito di resistenza nazionale (NRA) guidato  da Yoweri Museveni, andò in esilio in Kenya, dove rimase fino al 1993. Morì a Kampala nel giugno 1996.
Il figlio Henry Oryem Okello è attualmente Ministro degli esteri dell'Uganda.